# Brain Drill
Brain Drill es una banda estadounidense de brutal death metal formada en 2005 en Santa Cruz, California. Están afiliados a Metal Blade Records y publicaron su primer álbum titulado Apocalyptic Feasting el 5 de febrero de 2008. En apoyo a su debut, se llegó a varios desacuerdos y los miembros de la banda comenzaron a abandonar, lo cual dirigió a que se generaran rumores de que Brain Drill se había separado el 19 de marzo de 2008.
El fundador, Dylan Ruskin originalmente afirmó que Brain Drill se había terminado cuando los otros tes miembros dejaron la banda, pero la misma se recuperó con una formación completa una vez más. Steve Rathjen se unió nuevamente luego de pasadas menos de dos semanas de haber dejado. Además, un baterista llamado Joe Bondra (quien más tarde fue reemplazado por Ron Casey), y un nuevo bajista de nombre Ivan Munguia se unió también a la banda. Brain Drill lanzó su segundo álbum titulado Quantum Catastrophe en 11 de mayo de 2010 con esta formación.

## Historia

### Formación yThe Parasites(2005–2006)
Brain Drill fue fundada en 2005; originalmente pensado como un proyecto paralelo por el guitarrista Dylan Ruskin luego de abandonar su banda principal, Burn at the Stake. Ruskin comenzó a buscar a un baterista, eventualmente encontrando a Marco Pitruzella (antiguo baterista de bandas de death metal como Vile, Vital Remains, The Faceless y otras bandas de metal extremo). Luego de pocos meses de jam sessions, el vocalista Steve Rathjen se unió a la banda. El trío entró a Castle Ultimate Studios con el productor Zack Ohren y grabaron su EP de seis pistas, apodado The Parasites durante marzo y mayo de 2006. Poco después de la grabación, Rathjen dejó la banda y fue reemplazado por el anterior vocalista de Dead Syndicate, Andre Cornejo. El antiguo bajista de Vile, Jeff Hughell también fue añadido a la banda como un miembro nuevo y permanente. Rathjen luego volvió a Brain Drill como vocalista otra vez.

### Apocalyptic Feasting(2007–2009)
En una entrevista en 2007, el bajista de Cannibal Corpse, Alex Webster recomendó Brain Drill a Metal Blade Records, quien afilió a la banda a fines de ese año. El grupo luego entró a Castle Ultimate Studios con el productor Zack Ohren; esta vez para trabajar con en su LP debut, grabado en agosto de 2007. El posterior a su EP de 2006, Apocalyptic Feasting fue publicado el 5 de febrero de 2008 por Metal Blade.
Poco después de la publicación de Apocalyptic Feasting, ambos Marco Pitruzzella y Jeff Hughell dejaron la banda por problemas en la gira. Basado en una declaración de Dylan Ruskin que fue publicada en el perfil de Myspace, pareció que Brain Drill se había separado. Poco después, los rumores fueron desmentidos, y la banda comenzó a buscar nuevo bajista y baterista.

### Quantum Catastrophe(2009–presente)
Brain Drill entró nuevamente a Castle Ultimate Studios con Zack Ohren en diciembre de 2009 para grabar su segundo álbum, otra vez con Metal Blade. El mismo fue titulado Quantum Catastrophe y fue publicado el 11 de mayo de 2010. La canción «Monumental Failure» fue estrenada vía streaming antes del lanzamiento del álbum completo. Una nueva canción, «Beyond Bludgeoned» también fue publicada ya que la fecha de salida se acercaba. Un videoclip fue luego grabado para la canción y luego fue ofrecido en Comcast.

## Miembros
Miembros actuales
- Dylan Ruskin – Guitarra (2005–)
- Steve Rathjen – Vocales (2005–2006; 2006–)
- Ivan Munguia – Bajo (2008–)
- Alex Bent – Batería (2015–)

Antiguos miembros
- Marco Pitruzzella – Batería (2005–2008)
- Andre Cornejo – Vocales (2006)
- Jeff Hughell – Bajo (2006–2008)
- Joe Bondra – Batería (2009)
- Ron Casey – Batería (2009–2015)

## Discografía
Álbumes de estudio
- Apocalyptic Feasting (2008)
- Quantum Catastrophe (2010)

EPs
- The Parasites (2006)